# Traustila (magister militum)
Traustila (... – 480) è stato un generale romano attivo sotto l'imperatore Zenone.
Nell'anno 480 è citato come Magister militum per Orientem; in quello stesso anno fu coinvolto in un tentativo di cospirazione contro l'imperatore Zenone, insieme al prefetto del pretorio d'Oriente Dionisio e a Epinico, ma la congiura fu scoperta e i cospiratori messi a morte.